# Medetera alpina
Medetera alpina är en tvåvingeart som beskrevs av Harmston och Frank Hall Knowlton 1941. Medetera alpina ingår i släktet Medetera och familjen styltflugor.
Artens utbredningsområde är Kalifornien. Inga underarter finns listade i Catalogue of Life.